# 城門通り

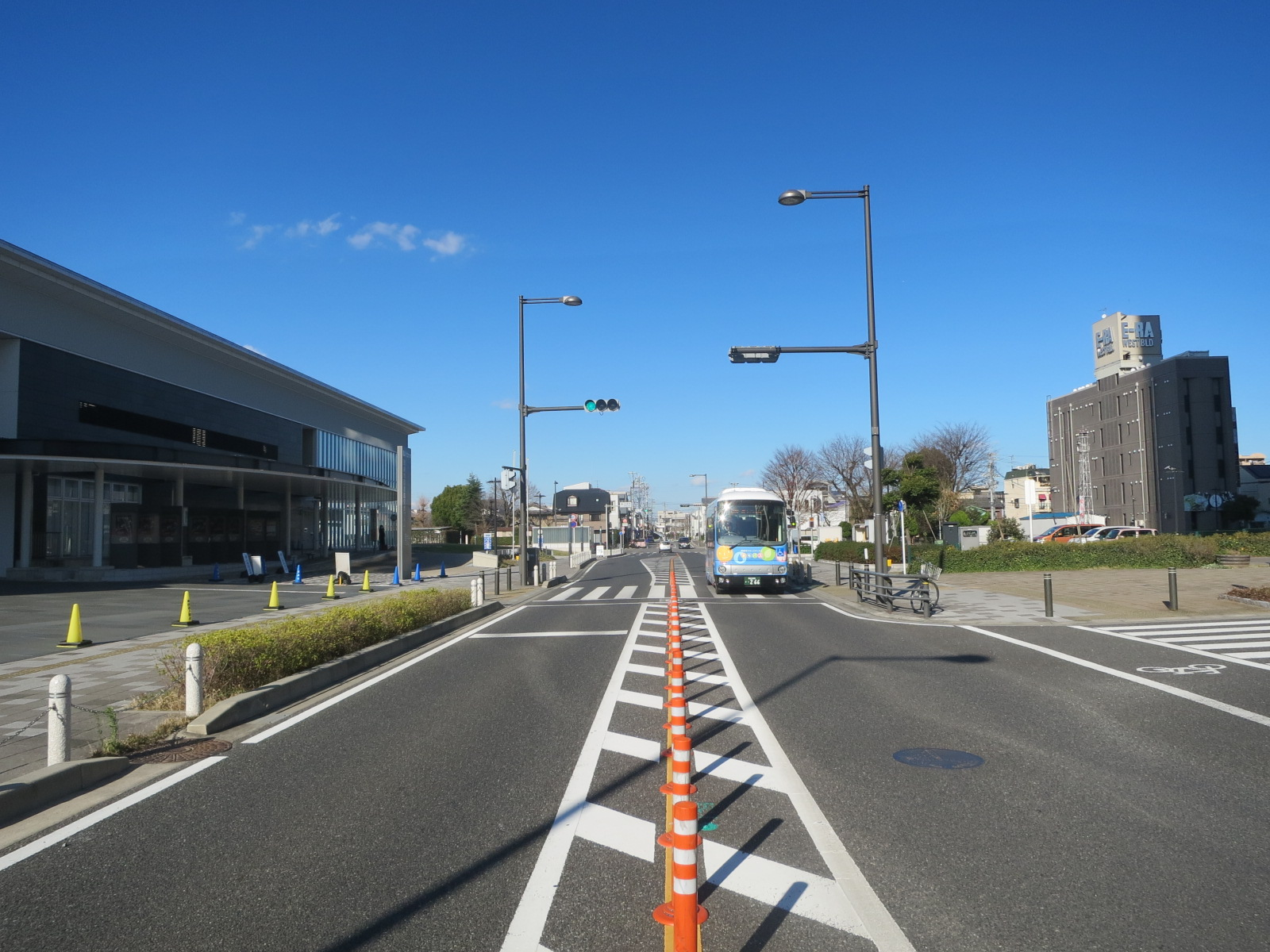
城門通り（左側はりぶら）

城門通り（じょうもんどおり）とは、愛知県岡崎市の岡崎公園大手門前にある、南北の道路の通称名である。

## 城門通りを取り巻く諸相
城門通りの周辺は下記のようにめまぐるしく変化を繰り返してきた。

### 城門
城門通りは、岡崎城の城門（大手門）前の通りという意味で付けられた市道の愛称である。但し、本来の岡崎城城門が存在した正確な位置は、現在の岡崎公園大手門が建てられている場所ではない。もともと江戸時代に岡崎城の大手門の位置は、ここから北東に約200メートル、現在のシビコ･セルビ･旧松坂屋岡崎店の3物件の間にある浄瑠璃寺辺りにあったとされる。大きさは桁行き10間、梁行き2間4尺であった。明治に入って「全国城郭存廃ノ処分並兵営地等撰定方」（いわゆる廃城令）が発せられると、城郭の取り壊しや敷地の払下げが行われ、完全に城門とその周辺は破壊されてしまっている。

### 法務施設の移転問題
岡崎が西三河の中心的都市であったがゆえ、明治から大正にかけての時期に、康生通西地内には刑務所･裁判所･検察庁の法務三施設と警察署･税務署などの官公庁が集まって一角を形成していた。しかし戦後、徐々に住宅や商店が周辺に建ちならぶと、その存在が疎まれるようになった。岡崎城の正面にあって、康生の商店街の西方への発展を妨げるように存在していたからである。そこで仮に法務施設等が移転可能ならば、合計約28000平方メートルという市街地では容易に得がたい土地が確保できる。実現すれば都市の大幅な改造が可能であるという魅力が移転運動へと導いた。
そして最初の目標になったのは名古屋刑務所岡崎支部の移転であった。観光･文化の地である岡崎公園の正面近くで、高い外塀をめぐらしている刑務所は、岡崎のイメージが芳しくないこと、約15000平方メートルの広い刑務所敷地ゆえに岡崎公園と商店街地域とのつながりに支障を来たしていること、隣接する岡崎市立連尺小学校の教育環境上好ましくないこと、などが移転の理由に挙げられた。岡崎商店街連盟と岡崎銀座発展会連尺婦人会は刑務所移転の陳情書を市長と法務省に提出した。この運動に市が動き、法務省は市の要望に応えて、1962年（昭和37年）に市が用意した土地（現在の岡崎医療刑務所の地）に名古屋刑務所岡崎支部を移転した。
そうしたさなか、すでに刑務所移転の見通しがつきはじめていた1955年（昭和30年）ころには、市や市議会･商業関係者は、さらに名古屋地方裁判所岡崎支部･名古屋地方検察庁岡崎支部やその他の官公庁も移転させ、その跡地に大規模商業施設を建設しようと、移転を目指し運動･交渉を展開した。この結果、1962年（昭和37年）から1964年（昭和39年）にかけて、法務施設等は城門通りの周辺からすべて移転した。刑務所が移転した上地では交通の便が悪いので、結局、裁判所･検察庁･拘置所･警察署の移転先は名鉄岡崎市内線沿線の明大寺町となった。これらの施設は現在も同地に存在している。なお名古屋地検岡崎支部はのちに岡崎市シビックセンターに移転した。跡地は商業施設化して新しい市街地の姿が生まれた。ただし、城門通りの北西角（現在の公園がある場所）には愛知県岡崎保健所が残ったり、逆に岡崎公共職業安定所が新たに進出してきたりして、すべてが当初の思惑どおりになったわけではなかった。
法務施設などの官公庁が都市中心部界隈にあるのは、城下町を起源とする他の都市では見られることだが、岡崎市の場合は商業施設建設へ向けての強い意向がこれら官公庁を排除した。

### 商業地化と小学校移転
法務施設が相次いで移転するなか、さらにこれに隣接する娯楽施設を建設し、この周辺地域を一大商業地化･娯楽施設化しようという動きが強くなって、結局、連尺小学校も移転の対象となった。小学校の移転には学区内から根強い反発し、1962年（昭和37年）11月に小学校移転反対派による850名の請願書が市議会に提出された。市と市議会は地域発展を理由に、学区の反対を押し切り、1966年（昭和41年）に連尺小学校を現在の城北町の地と元々岡崎市立広幡小学校の学区であった。
しかし、実際に娯楽施設として活用されたのは小学校跡地のすべてではなかった。1968年（昭和43年）6月27日、跡地約15000平方メートルのうち南側3分の2の土地に岡崎スポーツガーデンが建設された。岡崎スポーツガーデンは夏にプール、冬にスケートリンクとなる娯楽施設であり、ボウリング場も併設された。しかし、後にボウリング場は市営駐車場へと姿を替えた。北側の残り3分の1の土地には、岡崎郵便局や岡崎市城北保育園が設置された。

### 岡崎市立図書館の移転候補地
城門通り周辺では2000年前後に再びめまぐるしい変化を見せ始める。1999年（平成11年）に岡崎郵便局が戸崎町へ移転、商業施設「三河小町」が2000年（平成12年）に開業するも1年で閉鎖、2002年（平成14年）に岡崎公共職業安定所が岡崎シビックセンターに移転、2003年（平成15年）に岡崎スポーツガーデンが閉鎖、愛知県岡崎保健所が総門通りに移転し岡崎市保健所として開所、城北保育園が国道248号沿いに移転、などの動きがあった。その間、窮屈だった旧岡崎市図書館の移転候補地先として、最終的に選定されたのが岡崎スポーツガーデン跡地を中心とした場所である。移転候補地としては当初、岡崎公園グランド跡地であった。交通工学として見た場合、結果として、駐車場入場待ちによる国道1号の下り2車線中1車線を削減するような交通渋滞や、細街路で一方通行路の存在する同地周辺の混雑を回避することとなったといえよう。春先に混雑する岡崎公園桜まつりでの駐車場待ちの渋滞や、現在の駐車場の自動車の列を見れば自明である。

## 交通規制
- 規制標識等により、最高速度40km/時、追越しのための右側部分はみ出し通行禁止、駐車禁止に指定されている。
  - 駐車場に入場待ちのため一時的に停止している自動車は駐車違反の疑いはない。
  - 駐車場入場待ちの自動車の横を通り過ぎることは、障害物を避ける要領と同じになるので、「追越しのため」の右側部分はみ出し通行とは異なる。合図は必要。
- 歩行者･自転車は岡崎市図書館交流プラザに城門通りを横断して渡る場合は、押しボタン式の信号機を利用し、横断歩道･自転車横断帯を通行する。歩行者用信号機が青でないのに見切り横断したり、横断歩道上以外の場所で車道を横断してはならない。

## 接続する路線
- 木まち通り（岡崎市：材木町3丁目交差点）
- 龍城通り（岡崎市：岡崎公園前交差点）
- 西康生通り（岡崎市：岡崎公園前交差点）

## 沿線・周辺
南から順番に記す。
- 岡崎公園
- 岡崎市図書館交流プラザ・岡崎市立中央図書館
- 連尺学区市民ホーム
- 大林寺
- 光善寺
- 安養院
- 松應寺